# Park Ji-sung
Park Ji-sung (* 25. Februar 1981 in Seoul) ist ein ehemaliger südkoreanischer Fußballspieler.

## Vereinskarriere

### Kyoto Purple Sanga
Der in Seoul geborene Park Ji-sung wuchs in der südkoreanischen Industriestadt Suwon auf, wo er im Grundschulalter mit dem Fußballspielen anfing. Seine Fußballerkarriere begann im Jahr 2000, als er im Alter von 18 Jahren seinen ersten Profivertrag beim japanischen Zweitliga-Club Kyoto Purple Sanga unterschrieb. Er war der erste Südkoreaner, der direkt von der Schule in die japanische Profiliga wechselte, ohne vorher in einem südkoreanischen Profiteam gespielt zu haben. In diesem Team avancierte Park zu einem herausragenden Spieler und stieg mit Kyoto im Jahr 2001 in die 1. Division der J-League auf. Im gleichen Jahr gelang Park mit Kyoto auch der Gewinn des japanischen Pokals (Kaiserpokal).

### PSV Eindhoven
Ende 2002 folgte Park Ji-sung dem Ruf seines ehemaligen Nationalcoaches Guus Hiddink, welcher mittlerweile das Traineramt beim niederländischen Ehrendivisionär PSV Eindhoven übernommen hatte. Doch im Gegensatz zu seinem südkoreanischen Mitspieler Lee Young-pyo hatte Park mit Anlaufschwierigkeiten in Eindhoven zu kämpfen und kam zunächst zu wenig Einsatzzeiten. Es dauerte bis Ende der Saison 2002/2003, bis sich Park eingewöhnt hatte.
In der Saison bekam er durch den Weggang von Arjen Robben zu Chelsea London immer mehr Spielzeit und drängte mit guten Leistungen in die Startelf. Gemeinsam mit Johann Vogel, Phillip Cocu und Mark van Bommel bildete Park die Mittelfeldachse des PSV. Er wurde besonders durch seine energischen, temporeichen Vorstöße bekannt.
In seiner Zeit bei der PSV gewann er in der Saison 2003 den niederländischen Meistertitel, sowie in der Spielzeit 2004/2005 das Double (Meistertitel und Pokalsieg). International sorgte Park für Aufsehen, als ihm im Rückspiel des Champions-League-Halbfinales gegen den AC Mailand der 1:0-Führungstreffer mittels linkem Volley-Schuss gelang, welcher jedoch zum Weiterkommen nicht ausreichte (Endstand 3:1, Hinspiel 0:2).

### Manchester United

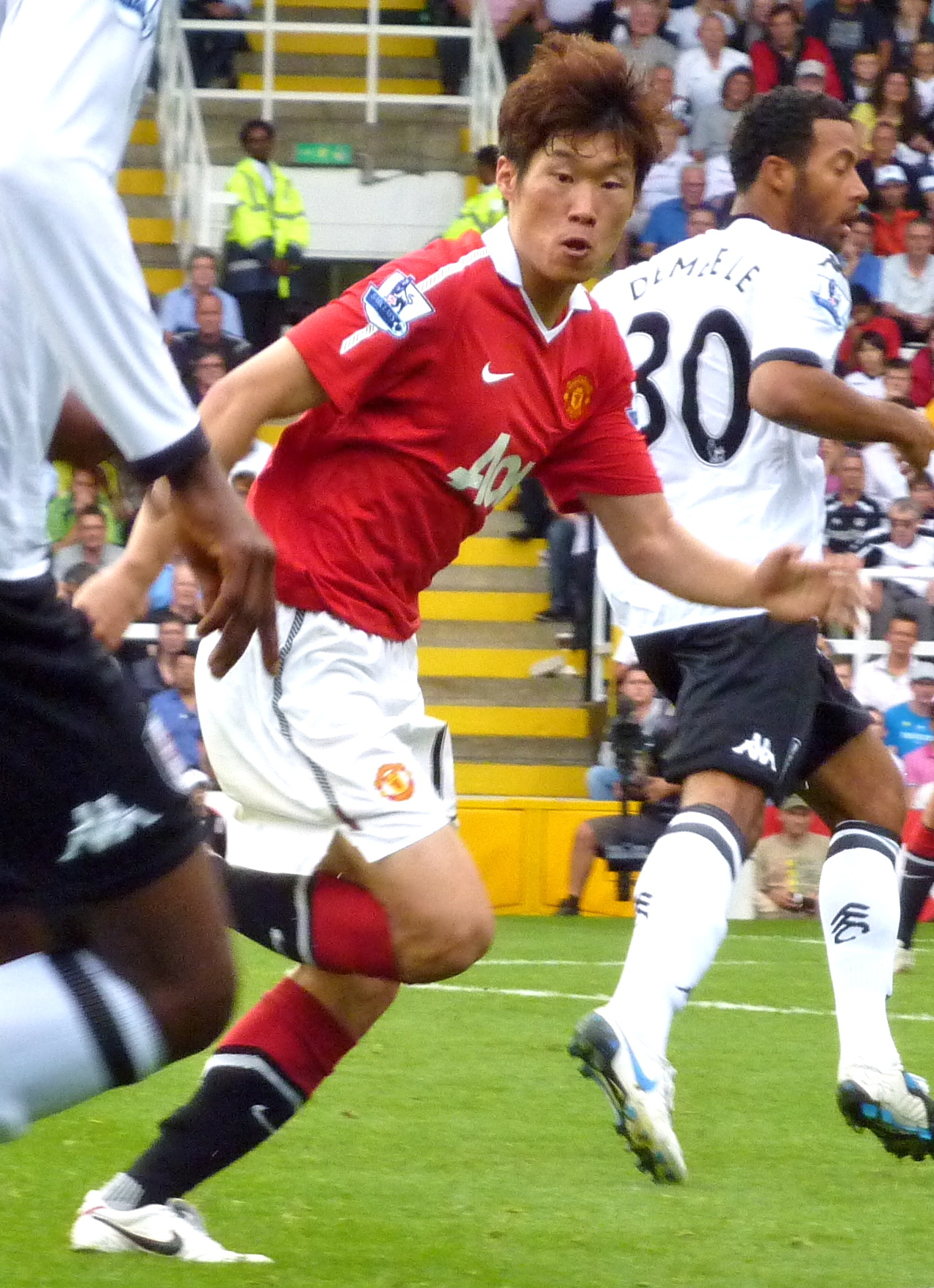
Park Ji-sung bei Manchester United (2010)

Für eine Ablöse von vier Millionen Pfund Sterling wechselte Park Ji-sung im Sommer 2005 vom PSV zum englischen Traditionsclub Manchester United, wo er einen Vier-Jahres-Vertrag unterzeichnete. Somit war er der erste Südkoreaner, der ein Engagement in der englischen FA Premier League erhielt. Bereits seit seiner Ankunft in Europa war er dem Scouting-System der Engländer aufgefallen. Angeblich soll ihn Sir Alex Ferguson über 20 Mal beobachtet haben, bevor Manchester den Transfer erfolgreich vor allen anderen potentiellen Interessenten abwickelte.
Mit der Verpflichtung Parks gelang es Sir Alex Ferguson, sein Mittelfeld auf den Außenpositionen gut zu verstärken. Zum einen wurde der Konkurrenzdruck auf den alternden Ryan Giggs erhöht, zum anderen dem talentierten Cristiano Ronaldo ein international erfahrener Teamkollege an die Seite gestellt.
Park Ji-sung fasste schnell Fuß bei Manchester United. Durch seine laufintensive Spielweise erkämpfte er sich auf Anhieb einen Stammplatz. Sein erstes Tor für United erzielte er am 20. Dezember 2005 beim 3:1-Sieg gegen Birmingham im FA-Cup-Viertelfinale. Seine große Schwäche blieb in der Folge jedoch seine relative Torungefährlichkeit. Im April 2007 erlitt er eine schwere Knieverletzung, die ihn fast ein Jahr außer Gefecht setzte. Sein Comeback feierte er im März 2008. Im Finale des Champions-League Endspiels der Saison 2007/08 gegen den FC Chelsea stand Park nicht im Kader, obwohl er im Halbfinale gegen den FC Barcelona durch starkes Defensivspiel maßgeblich zum Finaleinzug von Manchester United beigetragen hatte. Nach dem Titelgewinn gab Trainer Ferguson später in einer Pressekonferenz zu, dass dies eine der schwierigsten Entscheidungen war, die er bezüglich der Mannschaftsaufstellung vor einem Spiel je hatte treffen müssen.
In der folgenden Saison erspielte sich Park erneut einen Stammplatz und bestritt dieses Mal auch das Champions-League-Finale gegen den FC Barcelona, das jedoch mit 0:2 verloren ging. Sein Vertrag wurde 2009 um drei Jahre verlängert. Park äußerte 2010 die Absicht, bis zum Karriereende für Manchester zu spielen.

### Queens Park Rangers
In der Sommerpause 2012 wechselte Park für umgerechnet ca. 6,5 Millionen Euro zum Ligakonkurrenten Queens Park Rangers. Er erhielt dort einen Zweijahresvertrag und wurde Kapitän der Mannschaft, bis er durch Clint Hill abgelöst wurde.

### Rückkehr nach Eindhoven
Nach dem Abstieg mit QPR kehrte Park zur Saison 2013/14 auf Leihbasis zu PSV Eindhoven zurück. Nach dem Ende seines Leihvertrag am 30. Mai 2014, kehrte Park zu QPR zurück und hat anschließend seine aktive Karriere beendet.

## Nationalmannschaft
Park Ji-sung debütierte als 18-jähriger defensiver Mittelfeldspieler im April 2000 für die südkoreanische Nationalmannschaft. Unter Guus Hiddink wurde sein Spiel variantenreicher und er wurde zunehmend auf den Außenbahnen eingesetzt, so dass er nun auf nahezu allen Positionen im Mittelfeld eingesetzt werden kann.
Während der WM 2002 in Japan und Südkorea absolvierte er sämtliche sieben Spiele für den Mitgastgeber, mit dem er das Halbfinale erreichte und schließlich WM-Vierter wurde. Für Aufsehen sorgte in dieser WM-Endrunde sein Volley-Tor nach einer Ecke mit dem linken Fuß zum 1:0-Siegtreffer gegen Portugal im letzten Vorrundenspiel, mit dem er gleichzeitig das Turnieraus der Portugiesen besiegelte.
Im Juni 2005 traf er auch beim 4:0-Sieg gegen Kuwait und verhalf Südkorea zur WM-Endrunde 2006 nach Deutschland. Auch bei der WM 2006 in Deutschland sorgte er für Furore, als er gegen Frankreich den späten Ausgleichstreffer erzielte. Trotzdem schied er mit Südkorea schon nach der Vorrunde aus, nachdem das letzte Vorrundenspiel der Südkoreaner gegen die Schweiz mit 0:2 verloren ging.
Nach der Asienmeisterschaft 2011 beendete Park seine Karriere in der südkoreanischen Nationalmannschaft.

## Karriereende
Im Sommer 2014 beendete Park Ji-sung seine Laufbahn wegen anhaltender Knieprobleme.

## Erfolge
- Emperor’s Cup Sieger: 2001 mit Kyoto Purple Sanga
- 2002 4. Platz mit Südkorea bei der Fußball-WM 2002 in Japan und Südkorea
- Niederländischer Fußballmeister: 2003 und 2005 mit PSV Eindhoven
- Niederländischer Pokalsieger: 2005 mit PSV Eindhoven
- 2006 WM-Teilnehmer mit Südkorea bei der Fußball-WM 2006 in Deutschland
- Englischer Meister: 2007, 2008, 2009, 2011
- League-Cup-Sieger: 2006, 2009 und 2010
- FA-Community-Shield-Sieger: 2007, 2008 und 2010
- UEFA-Champions-League-Sieger: 2008
- FIFA-Klub-Weltmeisterschaft-Sieger: 2008
- 2010 WM-Teilnehmer mit Südkorea bei der Fußball-WM 2010 in Südafrika

## Ehrung
In Parks Heimatstadt Suwon wurde am 27. Juni 2005 eine Straße („Park-Ji-sung-Straße“) nach ihm benannt, eine Anerkennung für sein Verdienst um die südkoreanische Nationalmannschaft während der Fußball-WM 2002. Eine Ehre dieser Art ist bisher keinem südkoreanischen Fußballspieler zuteilgeworden. Allerdings wurde die Namensgebung inzwischen wieder rückgängig gemacht, da solche Widmungen ausschließlich Verstorbenen vorbehalten sind.